# Kinh Thánh Luther
Kinh Thánh Luther là một bản dịch Kinh Thánh sang tiếng Đức do Martin Luther thực hiện. Bản dịch Kinh Thánh này được in lần đầu với cả Cựu Ước và Tân Ước vào năm 1534. Công việc dịch thuật đã bắt đầu trong thời gian Luther ẩn náu tại lâu đài Wartburg. Bản in năm 1534 có 117 tranh khắc gỗ, thể hiện một xu hướng tương đối mới vào thời đó (bắt đầu từ năm 1522) là dùng hình ảnh để bổ trợ cho thông điệp của bản văn.

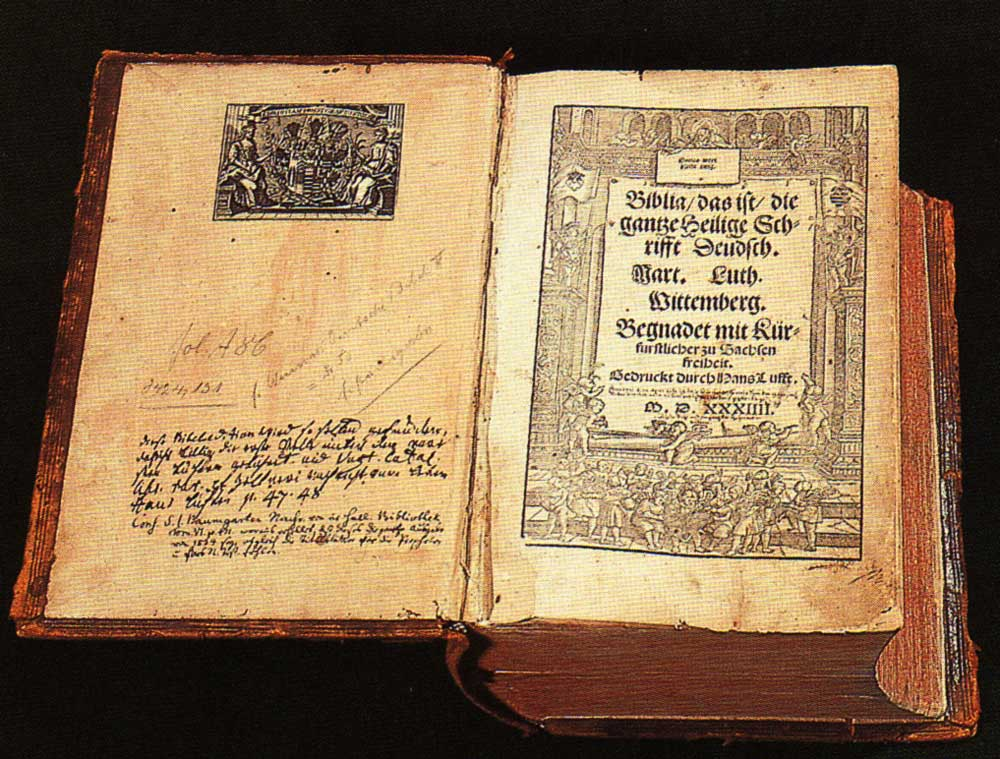
Bản Kinh Thánh năm 1534 của Luther.

Việc Martin Luther dịch Tân Ước sang tiếng Đức giúp người dân thường tiếp cận Kinh Thánh một cách dễ dàng hơn, đồng thời làm suy giảm ảnh hưởng của giáo hội. Luther đã sử dụng bản tiếng Hy Lạp của Erasmus để dịch. Trong thời gian dịch thuật, ông thường đến các thị trấn lân cận, vào các ngôi chợ để lắng nghe người dân nói chuyện với nhau nhằm có thể đưa ngôn ngữ đại chúng vào bản dịch của ông. Bản dịch Kinh Thánh của Luther đã đóng góp vào sự hình thành ngôn ngữ Đức đương đại, được xem là dấu mốc trong nền văn chương Đức. Theo Philip Schaff, nhà thần học thế kỷ 19, chỉ riêng công trình này cũng đủ để Luther được công nhận là một trong số những người đóng góp nhiều nhất cho các dân tộc nói tiếng Đức.
Philip Schaff nhận xét về bản dịch này:
Bản dịch Tân Ước của Luther xuất bản vào tháng 9 năm 1522. Đến năm 1534, ông hoàn tất bản dịch Cựu Ước với sự cộng tác của Johannes Bugenhagen, Justus Jonas, Caspar Creuziger, Philipp Melanchthon, Matthäus Aurogallus, và George Rörer. Luther vẫn tiếp tục chỉnh sửa bản dịch cho đến cuối đời.